# Едмунд Нізюрський
Едмунд Нізюрський (пол. Edmund Niziurski; 10 липня 1925, Кельці  — 9 жовтня 2013, Варшава) — польський письменник (прозаїк), драматург, сценарист, публіцист, юрист і соціолог.

## Біографія
Народився 10 липня 1925 року в родині державного службовця Станіслава Нізюрського, був старшим із трьох дітей. Навчався в гімназії. Під час Другої світової війни разом з родиною перебував в евакуації в Угорщині, де навчався в польській гімназії для біженців.
У 1940 році повернувся до Польщі. Працював токарем, покрівельником, сільськогосподарським робітником, продавцем лимонаду, чорноробом на металургійному заводі «Ludwików» у Кельці.
У 1942 році нелегально склав іспити на атестат зрілості у підпільній польській гімназії, почав вивчати право.
1945—1947 — здобував юридичну освіту в Католицькому університеті (Люблін) та Ягеллонському університеті (Краків). У 1947 році здобув ступінь магістра.
1946—1947 — навчався на факультетах журналістики в Університеті соціальних наук (Краків) та соціології в Ягеллонському університеті.
У 1947 році одружився із Зофією Барбарою Ковальською.
У 1952 році переїхав до Варшави, де працював у тижневику «Wieś» та займався літературною діяльністю.
Член Спілки польських письменників (1951), Товариства польських письменників.
Едмунд Нізюрський помер 9 жовтня 2013 року. Похований на Повонзківському цвинтарі у Варшаві.

## Творчість
Перша публікація — у 1944 році: вірш у «Інформаційному бюлетені» Армії Крайової.
Після Другої світової війни публікувався у журналах «Płomyk», «Świat Młodych», «Wieś», працював з Польським радіо як автор радіоп'єс. Отримав визнання як автор гостросюжетних динамічних творів для дітей і підлітків, які вирізняються своєрідним гумором, персонажі часто мають багатозначні прізвища та імена на зразок Венчислав Нещегольний, Хризостом Черлавий, Зигмунт Гнацький тощо. Мова персонажів — колоритна суміш місцевого молодіжного сленгу, наукового стилю та авторської творчості.
Творчість Нізюрського була тісно пов'язана з його батьківщиною. Дія кількох романів відбувається у вигаданих містах (Вільчков, Нєклай тощо), які могли б бути розташовані в тому ж воєводстві, що й Кельці.
Найвідоміші твори:
- «Книга про бешкетників» (1954, гостросюжетний роман);
- «Пристань Ескулапа» (1958, детективний роман)
- «П'ять манекенів» (1959, кримінальний роман),
- «Шлях до Алківіада» (у 1964 — внесена до списків шкільного читання, у 1978 — до Почесного списку Міжнародної ради з дитячої та юнацької книги (IBBY);
- «Неймовірні пригоди Марека Пігуса» (1970 — нагорода Orle Pióro від читачів журналу «Płomyk»).
Твори письменника перекладалися багатьма мовами, зокрема  й українською.

### Романи таоповіданнядля дорослих
- Гарячі дні (1951)
- Смерть Лоуренса (1956), збірка оповідань:
  - Смерть Лоуренса
  - Mój sylwester wopowski
  - Сигарета
  - Книга на кухні
  - Книга в дії
  - Принц у порту
  - Робоча гіпотеза
  - Смак ненависті
  - Таємниця майора Чепіги
- Пристань Ескулапа (1958), кримінальний роман
- П'ять манекенів (1959), кримінальний роман
- Витверезник (1964)
- Експрес(1964)
- Еміненції та ляпи (1975)
- І тоді нехай дзвонять (1976), роман

### Твори для дітей та молоді
- Книга про бешкетників (1954),
- Дзвонар Святого Флоріана (1955), збірка оповідань
- Lizus (1956), збірка оповідань:
- Лалу Концевич, Борода і кохання (1959)
- Неймовірні пригоди Марека Пігуса (1959), роман
- Велика гека (1962), оповідання
- Пригода в Нєклаї (1962), повість
- Помилковий слід (1962), оповідання
- Завтра урок (1966), збірка оповідань
- «Шлях до Алківіада» (1964), роман
- Никодим, або Таємниця кабінету (1964), збірка оповідань
- Сьоме прозріння (1969), роман
- Бродячий клуб, або Тринадцять пригод дядька Діонісія та його команди (1970), роман
- Троє з половиною броньованих (1970), оповідання
- Вперед, чудові! (1971), роман; перша частина «Одрживольської трилогії»
- Дивовижні випадки Кімеона Максимала (1975), роман
- Адело, зрозумій мене! (1977), роман, третя частина «Одрживольської трилогії»
- Космічні пригоди (1978), роман, друга частина «Одрживольської трилогії»
- Ця зрадлива Джуліта Вайнос (1978), новела
- Лихоманка в 7-A (1982—1983), роман, друкувався епізодами в журналі «Płomyk»
- Шкільний народ, Окулла і я (1982), роман, продовження — «Жабко, візьмися!»
- Три години правди (1986), оповідання
- Неземні справи Бубеля та компанії (1987), роман; перевидана як «Таємничий незнайомець із зоопарку».
- Зірка Барнарда (1987), роман
- Жабко, візьмися!, або Сім божевільних днів Томека Жа (1992) (роман-продовження «Шкільний народ, Окулла і я»)
- Пригоди Пузиря та Сифона (1993), роман
- Пузир і Сифон на стежці (1994), роман
- П'ять динь у руці (1996), роман
- Нові пригоди Марека Пігуса (також неймовірний) (1997), роман
- Таємниця міс Кімберлі (1998), збірка оповідань
- Найбільша пригода Пузиря та Сифона (1999), роман
- Лалу Концевич, борода і кохання — та інші історії (2001)

### Інше
- У загубленому селі (1953), збірка репортажів
- Канікули зі зловмисниками (1965) — п'єса для молоді

## Сценарії та екранізації
- Таємниця старої штольні (1956) — фільм за мотивами «Книги про бешкетників»
- Тисяча талерів (1959) — фільм за сценарієм Едмунда Нізюрського
- Кодове ім'я Нектар (1963) — фільм, сценарій Леона Жанно та Едмунда Нізюрського
- Неймовірні пригоди Марека Пігуса (1966) — телесеріал за мотивами однойменного роману
- Вихідні з дівчиною (1968) — фільм Януша Насфетера за романом Експрес (роман)
- Таємниця старого саду (1983) — фільм за мотивами роману Пригода в Нєклаї
- Spona (1998) — фільм і серіал за мотивами роману «Шлях до Алківіада»
- Клуб мандрівників або Клуб мандрівників і таємниця діда Гієроніма (2015) — фільм Томаша Шафранського за мотивами роману Клуб мандрівників

## Українські переклади

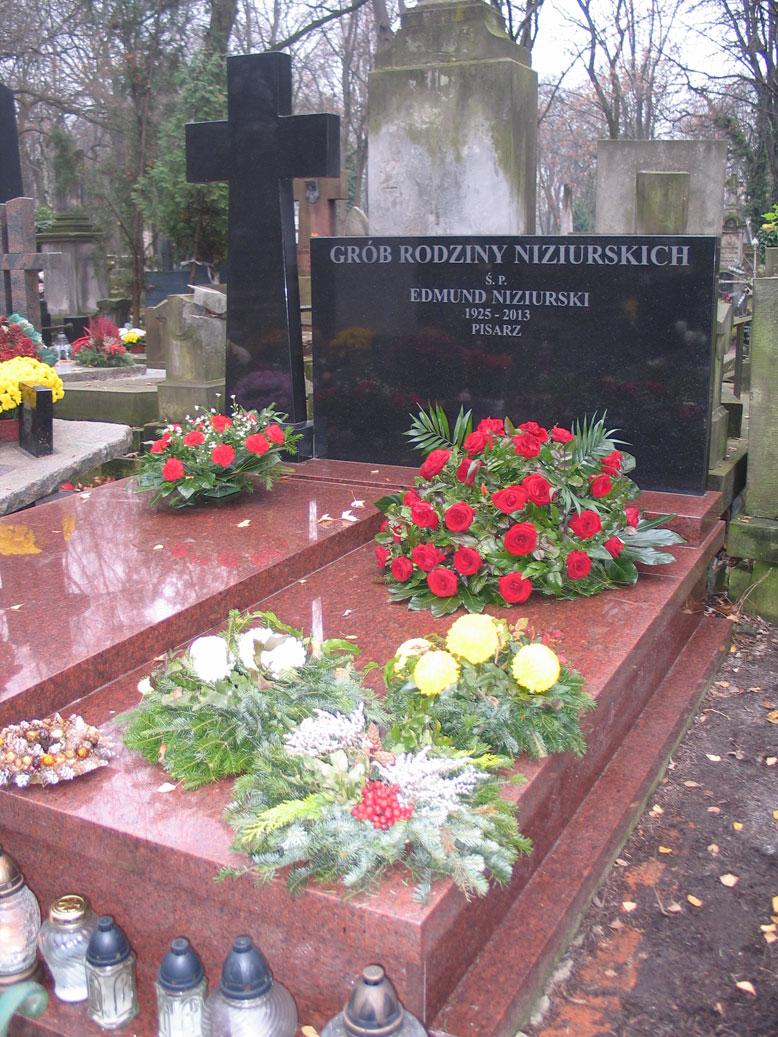
Могила Едмунда Нізюрського

- Нізюрський Е. Пристань Ескулапа / пер. з польськ. С.Савкова ; худож. В.Савадов. — Київ: Молодь, 1960. — 228 с. — (Пригоди, подорожі, наукова фантастика) 
- Нізюрський Е. Пригода в Нєклаї / пер. з польськ. М. Рекун ; худ. оформ. В. Ігнатова ; іл. 3. Рихлицького. — Київ: Дитвидав, 1963. — 296 с..
- Нізюрський Е. Книга про бешкетників / пер. з польськ. О. Федосенка ; худ. оформ. В. Ігнатова, І. Григор'єва. — Київ: Дитвидав, 1959. — 464 с.

## Відзнаки, нагороди та пам'ятні знаки
- Премія Прем'єр-міністра за твори для молоді — за роман «Книга про бешкетників» (1955)
- Лицарський хрест Ордена Відродження Польщі (1959)
- Офіцерський хрест ордена Відродження Польщі (1970)
- Медаль Комісії народної освіти
- Нагрудний знак «Заслужений діяч культури»
- Хрест «За заслуги перед ЖП»
- Премія Комітету радіо і телебачення за радіотвори для дітей та юнацтва (1974)
- Почесний знак ЗАіКС
- Орден усмішки (1975)
- Золота медаль «За заслуги перед культурою Gloria Artis» (2008)[6]

## Відгуки
Цезарій Полак: «Важко уявити польську літературу без Нізюрського. Як для дітей, так і для дорослих. Нізюрський заслужив на пам'ятник».
Кшиштоф Варга: «Я не знаю, ким би я був без його книг».
У своїй книзі «Книга для старих бешкетників. Все, що ви ще не знаєте про Едмунда Нізюрського»  (2019, ISBN  978-83-66219-03-8) Кшиштоф Варга поєднав біографію письменника та аналіз його літературної творчості.

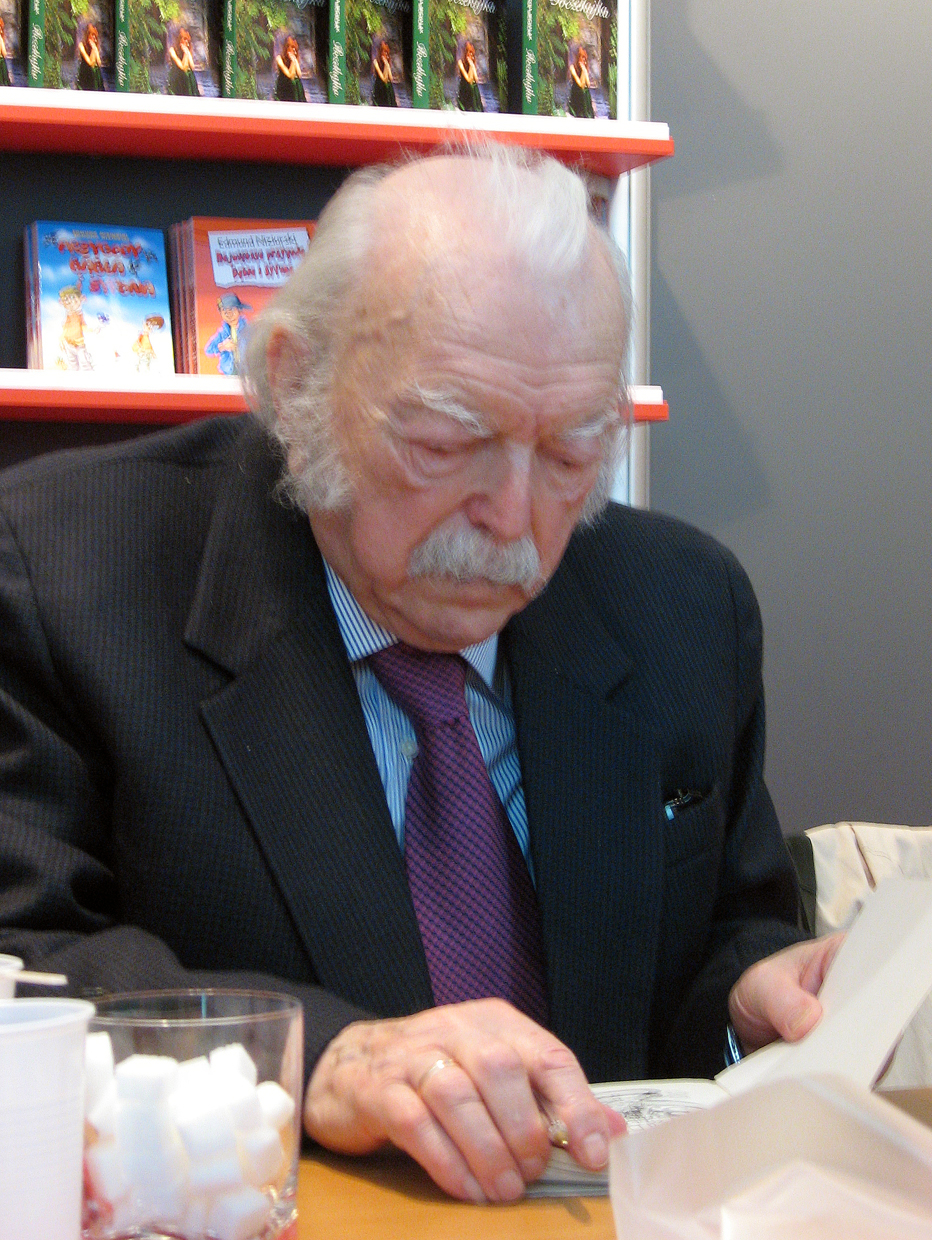
Едмунд Нізюрський підписує свої книги, 2008

Іменем Едмунда Нізюрського названа площа у місті Кельці (2013).